# Прегель, Борис Юльевич
Борис Юльевич Прегель (1893—1976) — американский инженер и физик, учёный в области атомной энергетики, предприниматель, меценат, общественный деятель, масон. Муж художницы Александры Прегель.
Был президентом Нью-Йоркской Академии наук, вице-президентом Американского географического общества. В 1966 году был избран президентом Американского отдела Мировой Академии искусств и наук. Член совета директоров Литературного фонда. Почетный член Французской Академии наук. Почетный доктор Тулузского университета (1964). Автор многочисленных трудов, посвященных использованию атомной энергии в мирных целях.

## Биография
Родился 24 января 1893 года в Одессе в еврейской семье. Отец — Юлий Владимирович (Юдель Вульфович) Прегель (1866—1939), мать — Роза (Рухля) Иосифовна Прегель (урождённая Глазер, 1872—1944); у Бориса были сёстры София (1896/1897—1972) и Клара (1902—1969), брат Александр (1907—1998).
Детство провёл в Одессе. Учился в университетах Брюсселя и Льежа, затем в Петроградском университете, окончив в итоге консерваторию.
В 1920 эмигрировал в Константинополь, где стал компаньоном «Торгового дома В. Гиммельфарб и Б. Прегель», предоставлявшего услуги, связанные с погрузкой и перевозкой тяжёлого багажа беженцев, его страховкой, хранением и пр.
Некоторое время жил в Берлине, затем в Париже, где в 1920—1930-х гг. стал главным торговым агентом международной фирмы Union Miniere, занимавшейся добычей урановой руды в Бельгийском Конго и связанной с различными институциями и лабораториями по её
обработке и научным исследованиям во Франции, Англии и США. Также занимался добычей шпата, использовавшегося как материал для протезирования зубов.
Первым браком был женат на Софии Оскаровне Грузенберг (1892—1932), дочери известного адвоката О. О. Грузенберга. В 1937 году женился на художнице Александре Николаевне, дочери Николая Авксентьева и Марии Тумаркиной.
В годы Второй мировой войны участвовал в создании в Париже Антифашистского комитета. В 1940 переехал вместе с женой в США, где стал одной из ключевых фигур в Eldorado Gold Mines Ltd. — крупнейшей американо-канадской компании по поиску и разработке урановых месторождений, добыче, обработке и продаже урановой руды. В ноябре 1940 г. подписал с компанией контракт и стал её главным торговым агентом. Созданная и возглавленная им торгово-промышленная фирма International Uranium Mining Company (его младший брат Александр* занял в ней должность вице-президента) со временем оказалась поставщиком очищенного урана для Манхэттенского проекта по созданию американской атомной бомбы.
Через Французский Красный Крест вместе с женой помогал нуждающимся иностранцам в Париже. В 1947 в Париже был участником съезда Общества здравоохранения евреев. В 1958—1969 годах был ректором Свободной школы высших наук Французского университета в Нью-Йорке.
Александра Прегель, супруга ученого, стала известна и благодаря  своим великолепным Livre d'artiste, которые  были сотворены художницей с 1944 по 1948 г. и посвящены мужу.
Б. Ю. Прегель был участником многих парижских лож Архивная копия от 21 декабря 2019 на Wayback Machine, членом-основателем и почетным членом ложи Астрея, выступал с докладами об атомной энергии в ложе Гамаюн. Он был обладателем коллекции редких книг и рукописей. Автор романсов, сочинений для симфонического оркестра — записал несколько грампластинок. Архивная копия от 3 декабря 2019 на Wayback Machine  Борис Прегель учредил премию своего имени в области науки, которая присуждается Нью-йоркской Академией наук. 
В 1958 году был избран президентом Нью-Йоркской академии наук. Был вице-президентом Американского географического общества, с 1956 года и до конца жизни был президентом американского отделения Всемирной Академии искусств и наук.
Борис  Прегель участвовал с женой в общественной жизни Израиля. Они собрали ценную коллекцию произведений русского и западноевропейского искусства XX века, которая по завещанию супругов была передана в Художественный музей Тель-Авива. Представлена в Музее русского искусства имени Цетлиных в Рамат-Гане (Израиль).
Последние годы жизни часто бывал в Израиле. Занимал пост вице-президента организации Красного Креста «Маген Давид Адом». Земной путь Бориса Прегеля был прерван в 1976 году – он умер от рака в Нью-йоркской больнице Mount Sinai Hospital. Похоронен на кладбище Вестчестер-Хиллз в Нью-Йорке.

## Награды
- Дважды награждён орденом Почетного легиона (1934, 1939).
- Также награждён Большой золотой медалью Ассоциации врачей и инженеров Франции (1949), Золотой медалью города Парижа (1962), Крестом ордена Мальтийских рыцарей.